# Wassily Leontief
Pour les articles homonymes, voir Leontiev.
Wassily Leontief (né le 5 août 1906 à Munich et mort le 5 février 1999 à New York) est un économiste américano-soviétique lauréat du Prix de la Banque de Suède en 1973. Son nom est associé à l'analyse entrée-sortie.

## Biographie
Né à Munich, en Allemagne, de Wassily W. Leontief, professeur d'économie et de Zlata Becker. Son père est issu d'une famille de Vieux croyants installés à Saint Petersbourg et sa mère d'une famille juive d'Odessa,.
Leontief obtient sa maîtrise à l'université de Leningrad en 1924, à l'âge de 19 ans. Après avoir été arrêté plusieurs fois pour son opposition au communisme, il est autorisé à quitter le pays. Il poursuit ses études à l'université Humboldt de Berlin et y obtient son doctorat en 1928.
Il part aux États-Unis en 1931, travaille d'abord pour le National Bureau of Economic Research, puis rejoint l'université Harvard en 1932. La même année, il épouse la poétesse Estelle Marks. En 1946, il devient professeur titulaire d'économie. En 1948, il fonde le Harvard Economic Research Project et en est le directeur jusqu'en 1973. À partir de 1949, il utilise les premiers ordinateurs disponibles à Harvard pour modéliser les données fournies par le Bureau of Labor Statistics, en divisant l'économie américaine en 500 secteurs, chaque secteur étant représenté par une équation linéaire. En 1973, il reçoit le « prix Nobel » d'économie pour ses travaux sur l'analyse entrée-sortie. Il rejoint l'université de New York en 1975, fonde et dirige le Center for Economic Analysis. Il meurt à New York, le 5 février 1999, âgé de 92 ans.
Il est le père de l'historienne de l'art Svetlana Alpers.
Le Prix Léontieff pour l'avancement des limites de la pensée économique est décerné en son honneur.

## Tableau des entrées-sorties
Leontief est l'auteur de travaux sur l'analyse interindustrielle, dont il élaborera des tableaux d'échanges interindustriels (TEI) ou tableaux d'entrées-sorties (TES).

## Paradoxe de Leontief
Le théorème d'Heckscher-Ohlin-Samuelson (HOS) établit que chaque pays exporte les biens qui utilisent intensivement le facteur de production abondant dans le pays. 
Selon HOS, les États-Unis sont censés exporter des biens intensifs en capital, et importer des biens intensifs en travail.
Leontief a fait le calcul suivant. Il a mesuré la proportion en capital et en travail des biens d’exportations américains en 1947 (rapport travail/capital). Il va ensuite mesurer le même rapport pour les importations. 
En faisant ensuite le rapport des deux résultats, le résultat qu’il aurait dû obtenir, inférieur à 1 (car les États-Unis sont censés exporter de l’intensif en capital), n’a pas été validé. Au contraire, ce calcul montre que le résultat est supérieur à 1, l’hypothèse HOS est donc fausse.
Les critiques adressées à ce test :
 (avril 2011).
- Si vous ne connaissez pas le sujet, laissez ce bandeau (vous pouvez alors contacter les auteurs).
- Si vous supprimez le contenu mis en cause (vous pouvez préalablement contacter les auteurs),

argumentez précisément cette suppression dans la page de discussion
(un manque de référence n'est pas un argument ; une recherche réelle de référence doit avoir été effectuée, être formellement documentée).
- Des tests empiriques contradictoires
- Les substituts aux importations ne sont pas de vraies importations
- Les sources des États-Unis sont des sources de biais
- La « chaîne internationale » des avantages comparatifs
- L’année 1947 est atypique car trop proche de la guerre

Naissance du « paradoxe »
- Il n’a pas tenu compte de la demande des ménages américains, qui étaient sûrement les plus dynamiques de l’époque
- Il ne prend en compte que le capital et le travail, il aurait peut-être été intéressant de prendre en compte la terre et les ressources naturelles
- Il n'a pas tenu compte de la différenciation du travail : travail qualifié, et non qualifié.

Il va prendre la limite de ses travaux, et va ouvrir la voie aux explications néo-factorielles et néo-technologiques qui vont tenter de sauver l’approche HOS en la réinterprétant.

## Publications
(liste sélective)
- Quantitative Input and Output Relations in the Economic System of the United States, Review of Economics and Statistics, 1936, vol. 18, p. 105 à 125
- The Structure of the American Economy, 1941, 1919-1929, Cambridge, Massachusetts, Harvard University Press ; trad. de la version augmentée de 1951 (1958), La structure de l’économie américaine : 1919-1939, Paris, M.T.Génin
- Domestic Production and Foreign Trade: The American Capital Position Re-examined, 1953, Proceedings of the American Philosophy, vol. 97, p. 332 à 349 ; trad. (1972), in Lassudrie-Duchêne (sous la dir. de), Échange international et croissance, Paris, Economica